# Петриковцы (Волочисский район)
Петриковцы (укр. Петриківці) — село в Волочисском районе Хмельницкой области Украины.
Население по переписи 2001 года составляло 380 человек. Почтовый индекс — 31254. Телефонный код — 3845. Занимает площадь 0,91 км². Код КОАТУУ — 6820985401.

## Местный совет
31254, Хмельницкая обл., Волочисский р-н, с. Петриковцы